# Mörtträsket (Jokkmokks socken, Lappland, 737211-171486)
Mörtträsket är en sjö i Jokkmokks kommun i Lappland och ingår i Luleälvens huvudavrinningsområde.